# 캘리포니아주 의사당

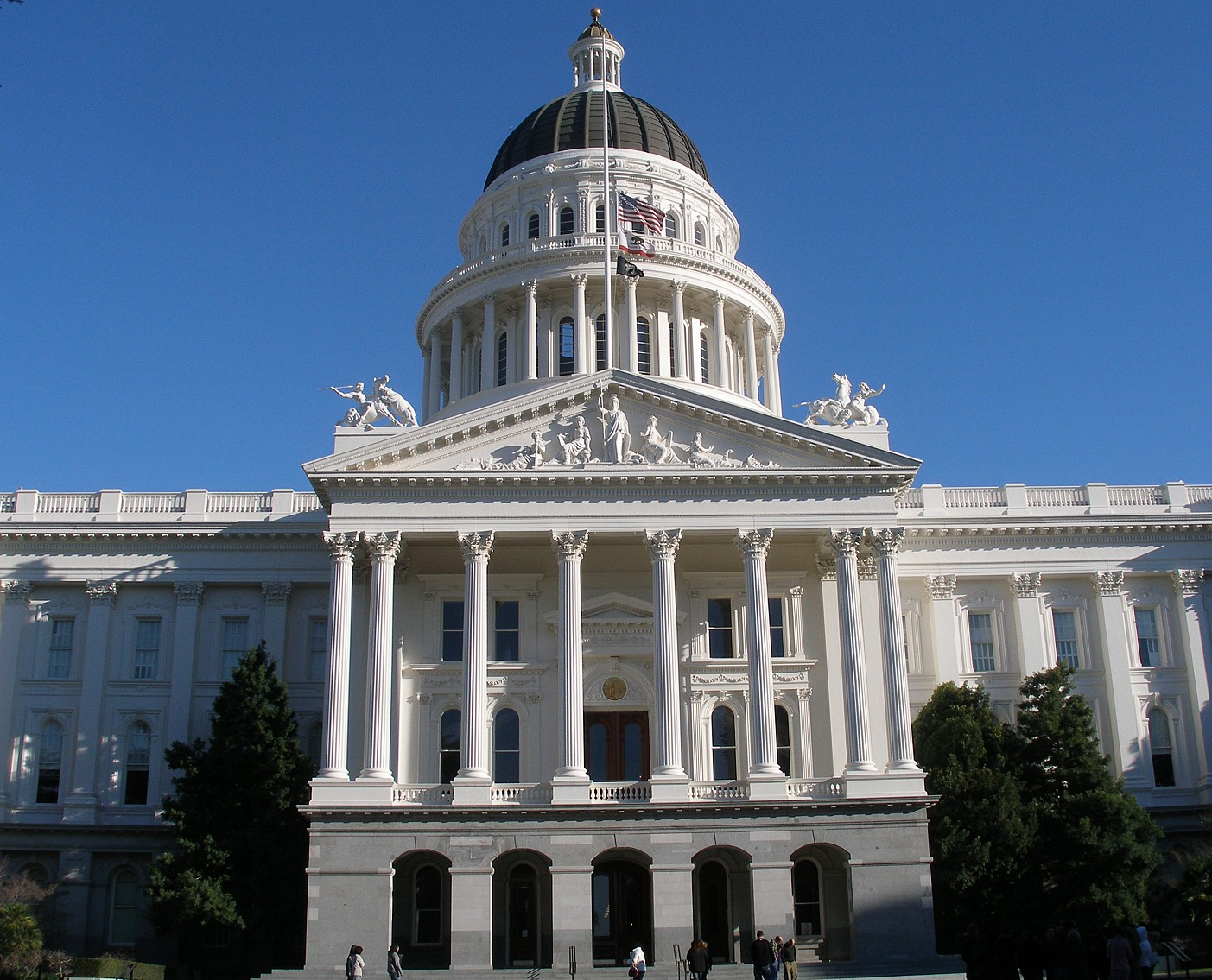
캘리포니아주 의사당

캘리포니아주 의사당(California State Capitol)는 캘리포니아주의 주도인 새크라멘토에 위치하고 있는 건물로 캘리포니아 주의회 상원과 하원이 열리는 장소이다. 1860년 착공하여 1874년 완공되었다. 외형은 워싱턴 D.C.의 미국 국회의사당에서 따왔으며 안에는 캘리포니아주의 주지사의 집무실도 있다.